# Первомайск (Самарская область)
Первома́йск  — село в Похвистневском районе Самарской области в составе сельского поселения Мочалеевка.

## География
Находится на расстоянии примерно 18 километров по прямой на запад от районного центра города Похвистнево. 

## История
Известно с 1859 года как деревня Керенка с 45 дворами и 349 жителями. А уже в 1910 году в деревне было 143 двора и 1064 жителя. После революции деревня была переименована по причине связи названия с фамилией председателя Временного Правительства.

## Население
Постоянное население составляло 679 человек (русские 66%) в 2002 году, 704 в 2010 году.